# Big Swole
Big Swole, pseudonimo di Aerial Hull (Clearwater, 11 luglio 1989), è una wrestler statunitense.

## Biografia
Aerial Hull è nata a Clearwater. Ha frequentato la Clearwater High School ed ha lavorato nella United States Air Force come meccanico dei vigili del fuoco. Ha iniziato la sua carriera del wrestling nello stato della Carolina del Sud sotto la guida del suo allenatore George South.

### Carriera
Hull esordì come wrestler professionista nel 2015. Fece un'apparizione nella WWE a Raw nell'agosto 2016 con il ring name Aerial Monroe, dove fu sconfitta da Nia Jax. Prese poi parte al torneo Mae Young Classic del 2018, dove fu sconfitta da Zeuxis al primo round. Nella Rise Wrestling, il 10 agosto 2019 la Hull sconfisse Zoe Lucas conquistando il Phoenix of Rise Championship.
Il 31 agosto apparve nella All Elite Wrestling con il ring name Big Swole, lottando nella Casino Battle Royale nel pre-show di All Out. Nel dicembre 2019 l'AEW annunciò che Big Swole aveva firmato per la compagnia. Dopo svariate apparizioni a Dark, La Swole debuttò allo show Dynamite l'11 dicembre, sconfiggendo Emi Sakura. Nel giugno 2020 cominciò un feud con Britt Baker, che l'ha portata a rapire Baker e a gettarla in un bidone della spazzatura durante un episodio di Dynamite; poco dopo fu sospesa dalla federazione per il gesto compiuto (kayfabe). Swole sconfisse Baker in un Tooth and Nail match, che si svolse a All Out.

## Vita privata
Aerial Hull ha sposato il suo collega Cedric Johnson (Cedric Alexander), nel giugno 2018. La coppia ha una figlia di nome Adessah.
Soffre della Malattia di Crohn.

## Titoli e riconoscimenti
- Rise Wrestling
  - Phoenix of Rise Championship (1)
  - RISE Year End Awards (1)
    - Wrestler of the Year (2019) – con Shotzi Blackheart
- Shine Wrestling
  - Shine Tag Team Championship (1) – con Aja Perera